# Cardeñuela-Ríopico
Cardeñuela-Ríopico är en ort i Spanien.   Den ligger i provinsen Provincia de Burgos och regionen Kastilien och Leon, i den norra delen av landet, 220 km norr om huvudstaden Madrid. Cardeñuela-Ríopico ligger 928 meter över havet och antalet invånare är 110.
Terrängen runt Cardeñuela-Ríopico är platt. Runt Cardeñuela-Ríopico är det glesbefolkat, med 14 invånare per kvadratkilometer. Närmaste större samhälle är Burgos, 12,0 km väster om Cardeñuela-Ríopico. Trakten runt Cardeñuela-Ríopico består till största delen av jordbruksmark.